# 安德烈亚斯·舒尔茨
安德烈亚斯·舒尔茨（德語：Andreas Schulz，1951年10月5日—），德国男子赛艇运动员。他曾代表东德参加1976年夏季奥林匹克运动会赛艇比赛，获得男子四人单桨有舵手银牌。